# SN 2006om
SN 2006om – supernowa typu Ia odkryta 8 listopada 2006 roku w galaktyce A012218+0100. W momencie odkrycia miała maksymalną jasność 21,50m.